# Friedrich Walter Domke
Friedrich Walter Domke (1899 - 28 de julio de 1988) fue un botánico alemán.
Fue un botánico, sucesor de Hans-Joachim Schlieben (que lo fue de 1930 a 1935) como director de los laboratorios botánicos de las colonias alemanas(Of. centrales Coloniales, en alemán) del Jardín Botánico de Berlín. Walter Domke fue director desde 1938 reabriendo las oficinas centrales el 18 de septiembre de 1941. En la noche del 1 al 2 de marzo de 1943 este herbario fue destrozado por bombardeos.
Fue Director del Jardín Botánico de Berlín de 1961 a 1964.

## Algunas publicaciones
- 1959. Vegetationsübersicht der ostfriesischen Insel Spiekeroog (Unbekannter Einband)

- 1963. Vegetationskarte von Afrika (Unbekannter Einband). Ed. Freie Universität Bln Botanischer Garten. ISBN 3-921800-00-5

- 1966. Grundzüge der Vegetation des tropischen Kontinental-Afrika (Taschenbuch). Ed. Freie Universität Bln Botanischer Garten. ISBN 3-921800-01-3

## Honores

### Eponimia
- (Thymelaeaceae) Wikstroemia domkeana H.L.Li[1]
- La abreviatura «Domke» se emplea para indicar a Friedrich Walter Domke como autoridad en la descripción y clasificación científica de los vegetales.[2]

Existen 168 registros IPNI de sus identificaciones y nombramientos de nuevas especies.